# Gammel Ost og Blomsterduft
Gammel Ost og Blomsterduft er en dansk stumfilm fra 1916, der er instrueret af Lau Lauritzen Sr. efter manuskript af Niels Meyn og Harriet Bloch.

## Handling
Denne artikel mangler et handlingsreferat. Hjælp os med at skrive det.

## Medvirkende
- Lauritz Olsen - David
- Ingeborg Bruhn Bertelsen - Davids kæreste
- Carl Schenstrøm - Jonathan, Davids værelseskammerat